# Subaru Sumo
Subaru Sumo, znany także pod nazwami: Libero na rynku europejskim (z wyjątkiem Wielkiej Brytanii) oraz Domingo na rynku japońskim, to mikrovan produkowany w latach 1983-1996 przez Subaru. Na terenie Szwecji sprzedawany był pod nazwą Subaru Columbuss.
Samochód dostępny był z napędem na wszystkie koła. Przedni napęd był dołączany za pomocą przycisku w dźwigni zmiany biegów. Do napędu służyły trzycylindrowe silniki rzędowe o pojemności 1,0 lub 1,2 litra znane z modelu Justy. W vanie montowane były one z tyłu.